# Parc zoologique de Berlin-Friedrichsfelde
Le parc zoologique de Berlin-Friedrichsfelde (en allemand, Tierpark Berlin) est l'un des deux parcs zoologiques de Berlin, situé dans l'arrondissement de Lichtenberg, au sein du quartier de Friedrichsfelde, à l'est de la ville. 
Avec 160 hectares, c'est l'un des jardins zoologiques les plus grands d'Europe. Le Tierpark Berlin est célèbre pour son élevage d'éléphants de savane d'Afrique. Fondé en 1954, il s'agit du pendant au jardin zoologique de Berlin (Zoologischer Garten Berlin) situé à l'ouest, dans l'arrondissement de Mitte. Depuis la réunification de la ville de Berlin, les deux institutions coopèrent très intensivement, au point d'être aujourd'hui dirigées par un seul et même directeur depuis le 31 janvier 2007. L'actionnaire unique du Tierpark Berlin-Friedrichsfelde GmbH est aujourd'hui le Zoologischer Garten Berlin AG.